# Wikingerzeit auf Orkney
Die Wikingerzeit auf Orkney begann etwa 780 n. Chr., vor dem Überfall auf Lindisfarne. Obwohl es keinen Zweifel am Umfang der skandinavischen Besiedlung gibt, sind die genauen Umstände der Ankunft und Übernahme der Orkney durch die Wikinger umstritten, da die Quellenlage schlecht ist.

## Die Besiedlung
Ein bereits 742 erfolgter Angriff auf Burghead Fort im Land der Pikten ist als erster nachgewiesen. Als die nächsten Wikingerüberfälle auf die Britischen Inseln erfolgten (787 Dorset, 793 Lindisfarne beide in England, 795 Lambay Island Irland), scheinen die Skandinavier auf Orkney bereits Stützpunkte unterhalten zu haben. Die strategische Lage zwischen Norwegen und den Zielgebieten machten sie über Jahrhunderte zur Basis für Überfälle vor allem in Irland, Schottland und Wales. Der Status der ersten orkadischen Siedlungen (eventuell nur Winterlager) ist unklar. Obwohl die frühen Kontakte bestanden, wird angenommen, dass die Skandinavier erst im 9. Jahrhundert in größerer Zahl auf die Orkney und in andere Regionen der Britischen Inseln gingen.

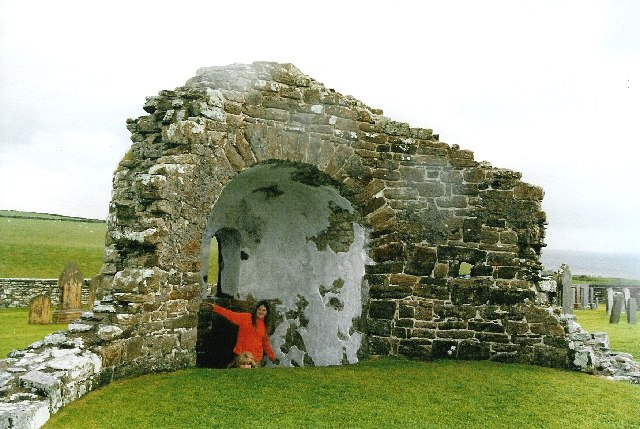
Ruine der Rundkirche von Orphir beim Orkneyinga Saga-Zentrum

Die Jahrhunderte nach der Übernahme der Orkney niedergeschriebenen isländischen Sagas geben dem norwegischen König Harald Schönhaar die Schuld am Exodos. Auch wenn politischer Druck die Auswanderung beförderte, lag der Zeitraum der ersten Überfälle (die vermutlich aus einer wirtschaftlichen Notlage entstanden) etwa ein Jahrhundert vor seiner Zeit. Übervölkerung war nur einer der Faktoren, die zur Expansion in den Nordatlantik führten. Die Landnahmen in Ostengland und in der Normandie erfolgten wenig später. Die nordgermanische Südwanderung (Goten, Kimbern etc.) und die angelsächsische Eroberung Englands gehen diesen Landnahmen voraus. Als Ergebnis der klimatischen Verhältnisse in Skandinavien gab es zumindest seit der Zeitenwende Migrationswellen, die angesichts der inzwischen vorliegenden nautischen Fähigkeiten der Wikinger über die See nach Osten und Westen führten. Die Siedler auf Orkney kamen vor allem von der norwegischen Westküste.

## Das Jarltum
Die Orkneyinga saga ist in der Auslegung der Gründung der Grafschaft Orkney klar. Der norwegische König Harald Harfagri (Schönhaar) segelte nach Westen, um Wikinger, die Norwegen überfallen und auf Orkney ihre Basis hatten, zu stellen. Als Ergebnis dieses Heerzuges erhält "Rognvald, Jarl von More", von Harald die neu gegründete Grafschaft Orkney als Entschädigung für den Verlust seines Sohnes Ivar. Rognvald übergab aber etwa 880 n. Chr. die Grafschaft seinem Bruder Sigurd Eysteinsson (Sigurd der Mächtige gest. 892). Seine Nachfolge tritt Turf-Einarr („Torf“-Einar), der uneheliche Sohn von Rognvald von More, an. Torf-Einar erhielt den Jarlstitel, nachdem zwei seiner Brüder an der Aufgabe, das Jarltum zu führen, gescheitert waren und die Jarlswürde formell ablegten. Er verbesserte die Existenzbedingungen auf den Inseln. Torf-Einar importierte aus der Gegend um den Moray Firth den ersten Torf und die Technik der Torfgewinnung. Ohne diesen Fortschritt wäre eine Besiedlung durch größere Einwanderergruppen schwer möglich gewesen, da der Archipel kaum über Brennholz verfügte. Gleichzeitig übernahm Torf-Einar die Steuerlast für die ersten Siedler, die er so von seinem Wohlwollen abhängig machte. Diese mindestens 300 Jahre nach den Ereignissen niedergeschriebene Saga ist die einzige, jedoch zweifelhafte Quelle.
Innerhalb weniger Generationen wurden die Orkney dann eine Grafschaft der Nordmänner, von der aus Jarls wie Thorfinn Einarsson, genannt „Hausakljufer“ („Thorfinn der Schädelspalter“), die Shetlands, die Hebriden, die Isle of Man und Teile des nordwestlichen Schottland kontrollierten. Mit dem angeblich 995 von Olav I. Tryggvason getauften Sigurður Hlöðvisson (Sigurd der Dicke), der 1014 in der Schlacht von Clontarf fiel, heirateten die Jarls der Orkney ins schottische Königshaus ein.
Die Nordländer dominierten die Inseln. Ihre Sprache, das Altnordische, setzte sich anstelle der einheimischen Sprache der Pikten durch und ihre Ortsnamen ersetzten die älteren. Das Verhältnis zwischen Skandinaviern und den Pikten ist umstritten. Es gibt die Friedenstheorie der Archäologin Anna Ritchie, die aus Funden wie dem Gräberfeld von Westness auf ein friedliches Nebeneinander von Wikingern und Pikten schloss, und die Genozidtheorie von Brian Smith, der aus dem Verlust aller piktischer Ortsnamen die gewaltsame Unterdrückung der piktischen Bevölkerung und Kultur folgert. Im Jahre 839 wurde der letzte überlieferte Piktenkönig Uuen (auf dem Festland) von Wikingern getötet. Während der Herrschaft der Wikinger über die Inseln kam es 843 n. Chr. zur Vereinigung der Pikten und Skoten unter Kenneth MacAlpin, die aber ein Jahrhundert kaum Einfluss auf die Orkney hatte.

## Das Ende
Die männliche Nachkommenlinie der Wikinger-Jarle erlosch mit dem Tod des Orkneyjarls Jon Haraldsson, der 1231 in Thurso ermordet wurde. Die Orkney fielen nach ihm für 90 Jahre über eine weibliche Nachkommenlinie unter die Herrschaft einer Dynastie, die von den schottischen Earls of Angus abstammte, dann ebenfalls über eine weibliche Nachkommenlinie an die schottische Familie Sinclair. Als 1469 König Christian I. von Dänemark, Norwegen und Schweden seine Tochter Margarethe an König Jakob III. von Schottland verheiratete, erhielt diese Orkney und Shetland als Mitgift, wodurch diese Territorien 1470 an die schottische Krondomäne fielen und das norwegische Jarltum von Orkney erlosch. Bis 1470 war Orkney ein Teil Norwegens, dessen Kultur, Sprache und Lebensweise zu dieser Zeit denen einer nordischen Grafschaft entsprachen.

## Wikingergräber auf Orkney

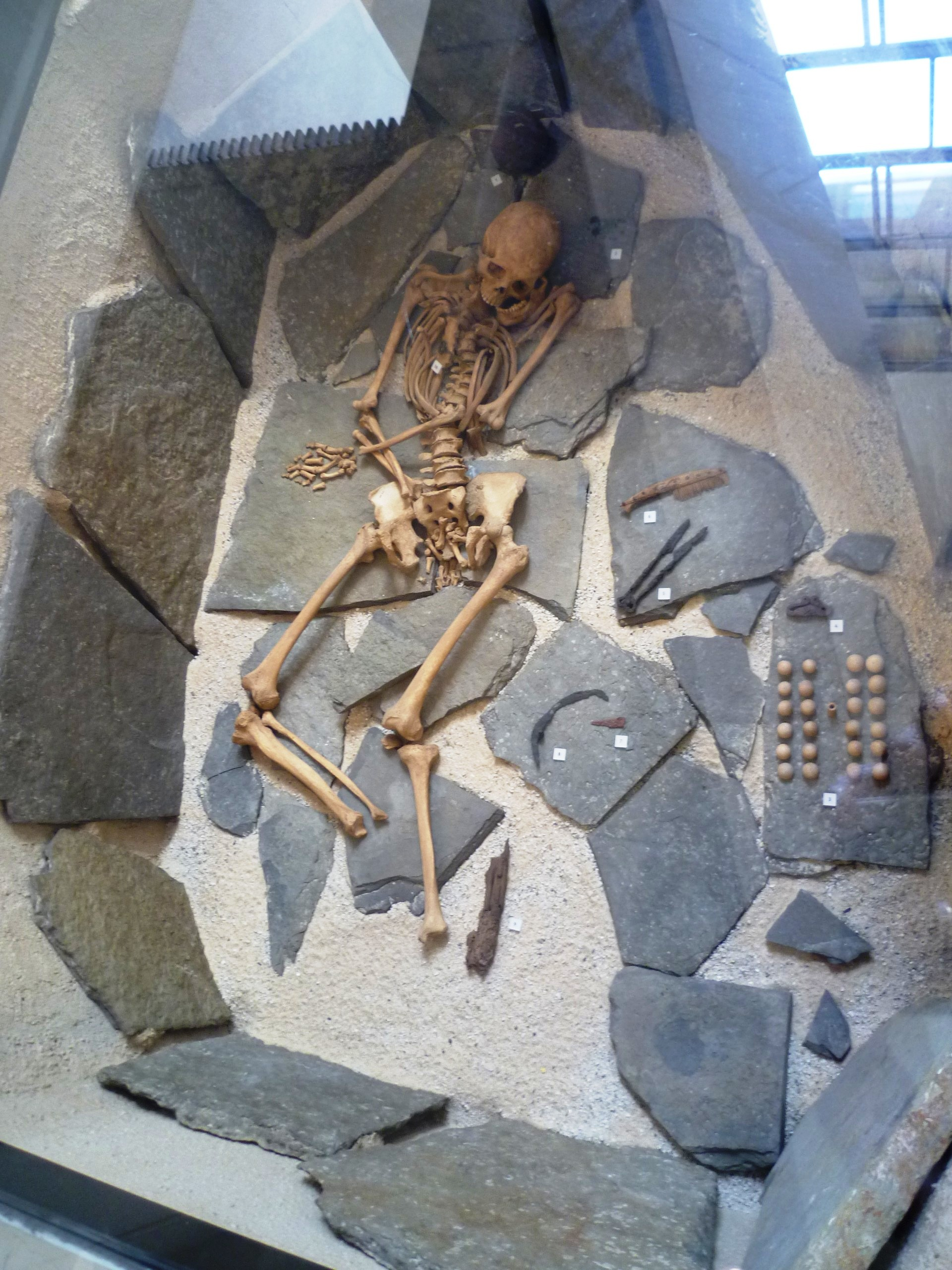

Bis 2014 wurden elf Wikingergräber auf Orkney gefunden (auf Mainland, Sanday, Westray und Rousay). 2015 wurden auf den Orkneyinseln zwei weitere Bestattungen aus der Wikingerzeit gefunden eines (mit Waffen) auf Papa Westray und ein weiteres auf Sanday (mit einem eisernen Messer) aus dem 9. oder 10. Jahrhundert.

### Rousay
Ein Begräbnis einer Frau, die im Kindbett starb, wurde 1963 in Westness, auf Rousay entdeckt und mit mindestens fünf weiteren Bestattungen zwischen 1968 und 1984 von Sigrid Kaland ausgegraben. 1997 wurde eine weitere Bestattung (mit Kamm) entdeckt. Eventuell gehörten zwei schlecht dokumentierte Funde von Swandro zum selben Gräberfeld. Die Wikingergräber lagen auf einem piktisch-christlichem Friedhof aus dem 7. Jahrhundert und respektierten die mit Grabsteinen gekennzeichneten älteren Bestattungen. Die weiteren fünf Bestattungen bestanden aus vier Bootsgräbern (zwei mit Männern) und zwei aus Steingräbern (eines mit einem Mann und einer Frau) und eines mit einer Frau in einem rechteckigen Grab. Die bootförmigen Steingräber wurden durch den Bugstein des Bootes markiert, der als Grabstein diente. Die Form des 1963 entdeckten Grabes ist unbekannt.
Die (heidnischen) Grabbeigaben waren zahlreich. Die Männer wurden mit Waffen und Haushaltsutensilien begraben, während die Frauen mit Fibeln und Kämmen begraben wurden. Es gab auch Wikingergräber ohne Beigaben.
Der Friedhof bzw. das Gräberfeld liegt in der Bucht von Swandro, etwa 300 Meter von einer Siedlung der Wikinger und vom Knowe of Swandro entfernt.

### Sanday
Auf dem Ness oder Styes of Brough (auch Sties of Brough genannt) wurden 1997 infolge zufälliger Artefaktfunde aus der Wikingerzeit drei prähistorische Hügel untersucht. Im 19. Jahrhundert wurde in einem von ihnen ein Schwert aus der Wikingerzeit gefunden, wahrscheinlich in dem Hügel, mit einer bootförmigen Steinsetzung, in der auch das Fragment eines menschlichen Knochens gefunden wurde. Der südlichste Hügel (ein Broch hat etwa 30,0 m Durchmesser und ist gut sichtbar. Er überblickt die Bucht von Brough und die Nordbucht. Der Hügel, aus dem die Bestattung wahrscheinlich stammt (Time Team’s mound 2), ist der dem heutigen Hof am nächsten gelegene. Vor dem Bau eines Deiches könnte das Gebiet eine Gezeiteninsel gewesen sein.

### Westray
Zwischen 1839 und 1849 wurden in der Nähe der Pierowall Links (auch Sand of Gill genannt), nördlich von Pierowall auf Westray vier Bestattungen entdeckt. Sie wurden auf einer Nord-Süd-Achse liegend beschrieben, was darauf deutet, dass sie sich in den Sanddünen der Bucht befanden. Drei scheinen nahe beieinander gelegen zu haben, während eines (ohne Grabbeigaben) etwas nördlicher lag. Zu den Artefakten der drei Bestattungen gehörten ein Schwert, eine Axt und ein Schild. In einem ein ganzes Pferd mit einem Zaumzeug, dem Teil eines Hundes, einem Speer oder einem kleinen Schwert und einer Schnalle. In einem anderen ein Teil eines Pferdes mit Zaumzeug und ein kleines Messer.
Obwohl diese Bestattungen als Teil des größeren Pierowall-Friedhofs (unten) betrachtet werden, können sie ihren eigenen Friedhof bilden. Der Sand of Gill ist ein ausgezeichneter Ort, um ein Boot in der geschützten Pierowall Bay anzulanden. Obwohl der Friedhof auf den Sand of Gill lokalisiert werden kann, ordnet er die Größe dieses Gebiets in die Kategorie "ungefährer Standort" ein.
2768